# James Dacres
James Dacres (22. srpna 1788, Lowestoft, Surrey, Anglie – 4. prosince 1853, Fareham, Hampshire, Anglie) byl britský admirál. V námořnictvu sloužil od dětství a vyznamenal se během napoleonských válek. Aktivní kariéru završil jako vrchní velitel u Mysu Dobré naděje (1845–1846), v roce 1848 byl povýšen na viceadmirála.

## Životopis
Pocházel z rodiny s tradiční službou v námořnictvu, narodil se jako mladší syn viceadmirála Jamese Richarda Dacrese (1749–1810). Do Royal Navy vstoupil již v osmi letech jako kapitánský sluha (1796), byl účastníkem válek proti Francii a v roce 1804 byl povýšen na poručíka. V roce 1805 se stal komandérem a již v sedmnácti letech byl povýšen na kapitána (leden 1806). V této době sloužil pod velením svého otce na Jamajce, v roce 1807 byl ale s polovičním platem odeslán do výslužby v Anglii. Do aktivní služby byl povolán znovu v roce 1811 a v roce 1812 se zúčastnil války proti USA. V tomto konfliktu padl do zajetí a po propuštění byl postaven před válečný soud za ztrátu lodi. Svou obhajobu postavil na faktu, že jemu svěřená loď HMS Guerriere byla původně francouzská a nebyla tak kvalitní jako britské lodě. Soud jej nakonec v plné míře zprostil obvinění a jako velící důstojník pokračoval v kariéře u břehů severní Ameriky, ve Středozemním moři a v Lamanšském průlivu. V letech 1833–1837 byl velitelem HMS Edinburgh v přístavu Portsmouth. V roce 1838 byl povýšen na kontradmirála a v letech 1845–1846 byl krátce vrchním velitelem Royal Navy u Mysu Dobré naděje. V roce 1848 dosáhl hodnosti viceadmirála.
V roce 1810 se v Londýně oženil s Arabellou Dalrymple (1792–1828), dcerou generála Sira Hewa Dalrympla (1750–1830). Jejich nejstarší syn James Richard Dacres (1811–1848) zemřel jako komandér u břehu Mosambiku, další syn Hew Dalrymple Dacres (1814–1835) zemřel také na moři, ale jako důstojník armády.
Jeho bratranci dosáhli vysokých postů u armády i námořnictva; Sir Richard James Dacres (1799–1886) vynikl jako důstojník dělostřelectva v krymské válce a nakonec dosáhl hodnosti polního maršála. Jeho mladší bratr Sir Sydney Dacres (1804–1884) byl admirálem Royal Navy a v letech 1868–1872 zastával funkci prvního námořního lorda.